# Gymnoscelis globulariata
Gymnoscelis globulariata är en fjärilsart som beskrevs av Pierre Millière 1861. Gymnoscelis globulariata ingår i släktet Gymnoscelis och familjen mätare. Inga underarter finns listade i Catalogue of Life.